# Oriano Grop
Oriano Grop (Porpetto, 5 aprile 1954) è un ex calciatore italiano, di ruolo attaccante.

## Carriera
Attaccante ben impostato fisicamente, cresce calcisticamente nelle giovanili del Bologna dove si trasferisce in giovane età dal natio Friuli. Con i felsinei fa tutta la trafila delle squadre minori finché nel novembre del 1973 viene ceduto in Serie C alla Casertana.
Dopo un buon campionato in Campania, viene ceduto in prestito al Giulianova nel 1974. Con gli abruzzesi si rivela come uno degli attaccanti più promettenti del torneo di C, tanto che il Bologna se lo riprende nel 1975.
In maglia rossoblù, alla corte di Bruno Pesaola, il ventunenne Grop trova poco spazio, chiuso da Stefano Chiodi, Roberto Vieri e Sergio Clerici ma comunque il suo esordio in Serie A avviene il 30 novembre 1975 con un pareggio casalingo contro il Como. L'anno successivo, con l'arrivo a Bologna di Gustavo Giagnoni, le cose per Grop migliorano e gioca 14 partite andando anche in gol. Resta nella massima serie anche nel 1977 tornando in Abruzzo, stavolta al Pescara, pur senza divenire un protagonista dell'attacco adriatico.
Scende in Serie B nel 1978 vestendo la maglia da titolare nel Brescia e nel 1979, essendo ancora di proprietà del Bologna, passa alla SPAL nell'ambito dell'affare che porta nel capoluogo emiliano il difensore estense Antonio Perego. A Ferrara disputa due ottimi campionati tra i cadetti — culminati con una tripletta nell'ultima giornata di campionato — che gli valgono il ritorno in A con la maglia del Genoa di Luigi Simoni.
In Liguria resta però solo pochi mesi, e il 25 ottobre 1981 scende per la quarantunesima e ultima volta in campo in una partita della massima divisione. Passa, nel novembre seguente, in Serie C1 con il L.R. Vicenza dove rimane per un triennio, gioca quindi un altro campionato in Serie C2 con il Mantova per abbandonare, nel 1985, il calcio professionistico.
In carriera ha totalizzato complessivamente 41 presenze e 2 reti in Serie A, e 98 presenze e 22 reti in Serie B.

## Palmarès
- Coppa Italia Serie C: 1

Lanerossi Vicenza: 1981-1982